# عکاس‌باشی (مجموعه تلویزیونی)
عکاس‌باشی نام یک مجموعه تلویزیونی ایرانی به کارگردانی «اکبر خواجویی» است که در سال ۱۳۵۶ ساخته شد و از تلویزیون ملی ایران پخش گردید.

## خلاصه داستان
یک روستایی ساده به نام «صادق» برای تأمین مخارجِ ازدواج و خریدن تراکتور، نیازمند پول است. در نتیجه به شهر می‌رود و یک عکاس دوره‌گرد می‌شود. در شهر اتفاقات گوناگونی رخ می‌دهد و سرانجام تمام پولهایش به سرقت می‌رود و دستِ خالی به روستا باز می‌گردد.

## بازیگران و عوامل تولید

### بازیگران
- مستانه جزایری
- هوشنگ حریرچیان
- محمدعلی میانداری
- فاضل فاضلی‌پارسا[۲]
- محمد رفیعی
- حسن پهلوان‌زاده
- رضا عمادی
- مهدی افضلی
- اردشیر فاضل
- حسن امید
- عزیزه بختیار
- امیری‌فر

### عوامل تولید
- نویسنده و کارگردان: اکبر خواجویی
- تصویربردار: فرخ مجیدی
- تدوین‌گر: ژیلا حدایق
- موسیقی: بابک بیات
- فرمت تصویر: ۱۶ میلیمتری
- تعداد قسمت‌ها: ۷ قسمت (در مجموع ۳۶۳ دقیقه)
- محصول: تلویزیون ملی ایران
- سال تولید: ۱۳۵۶